# توکای طوقی

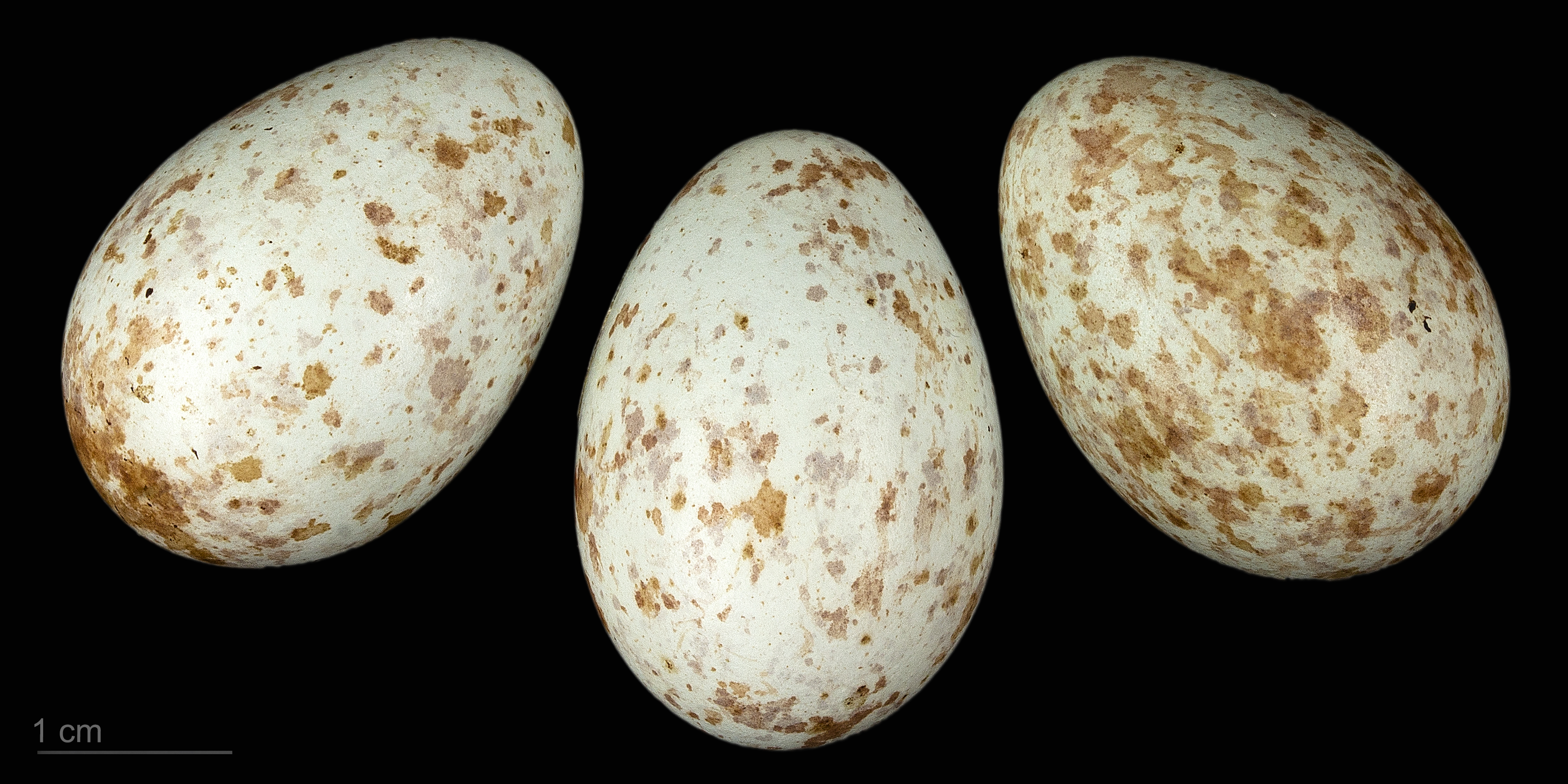
Turdus torquatus alpestris

توکای طوقی(نام علمی: Turdus torquatus) نام یک گونه از تیره توکایان است.